# Yuri Kisil
Yuri Kisil (Calgary, 18 de septiembre de 1995) es un deportista canadiense que compite en natación, especialista en el estilo libre.
Ganó tres medallas de bronce en el Campeonato Mundial de Natación, en los años 2015 y 2017, tres medallas en el Campeonato Mundial de Natación en Piscina Corta entre los años 2016 y 2024, una medalla de bronce en el Campeonato Pan-Pacífico de Natación de 2018 y dos medallas en los Juegos Panamericanos de 2015.
Participó en tres Juegos Olímpicos de Verano, ocupando el séptimo lugar en Río de Janeiro 2016, el cuarto en Tokio 2020 y el sexto en París 2024, en la prueba de 4 × 100 m libre.
Cursó Estudios Generales en la Universidad de Columbia Británica.

## Palmarés internacional
| Campeonato Mundial                  | Campeonato Mundial | Campeonato Mundial | Campeonato Mundial      |
| Año                                 | Lugar              | Medalla            | Prueba                  |
| ----------------------------------- | ------------------ | ------------------ | ----------------------- |
| 2015                                | Kazán (Rusia)      | Medalla de bronce  | 4 × 100 m libre mixto   |
| 2017                                | Budapest (Hungría) | Medalla de bronce  | 4 × 100 m libre mixto   |
| 2017                                | Budapest (Hungría) | Medalla de bronce  | 4 × 100 m estilos mixto |
| Campeonato Mundial en Piscina Corta |                    |                    |                         |
| Año                                 | Lugar              | Medalla            | Prueba                  |
| 2016                                | Windsor (Canadá)   | Medalla de bronce  | 4 × 50 m libre          |
| 2021                                | Abu Dabi (EAU)     | Medalla de oro     | 4 × 50 m libre mixto    |
| 2024                                | Budapest (Hungría) | Medalla de plata   | 4 × 50 m libre mixto    |
| Campeonato Pan-Pacífico             |                    |                    |                         |
| Año                                 | Lugar              | Medalla            | Prueba                  |
| 2018                                | Tokio (Japón)      | Medalla de bronce  | 50 m libre              |
| Juegos Panamericanos                |                    |                    |                         |
| Año                                 | Lugar              | Medalla            | Prueba                  |
| 2015                                | Toronto (Canadá)   | Medalla de plata   | 4 × 100 m libre         |
| 2015                                | Toronto (Canadá)   | Medalla de bronce  | 4 × 100 m estilos       |